# Mycomya notata
Mycomya notata är en tvåvingeart som först beskrevs av Zetterstedt 1860.  Mycomya notata ingår i släktet Mycomya och familjen svampmyggor. Inga underarter finns listade i Catalogue of Life.